# トップ製菓
トップ製菓株式会社（トップせいか）は、かつて存在した、ガムやラムネを中心とする製菓メーカーである。大阪府大阪市東淀川区に本社を置いていた。

## 会社概要
関西を地盤とする製菓メーカーの一つ。元々は駄菓子の一メーカーだった。
1985年に当時人気のあったファミリーコンピュータ用ゲームソフト「マリオブラザーズ」の発売元である任天堂とライセンス契約を結び、キャラ画像をあしらった菓子を発売。これが当たったことで、以後有名キャラクタなどとのライセンス契約を結んでの販売が主となる。
キャラクターグッズ（いわゆる食玩）の類が多く、ライセンス契約を結んでいるのは、主に東映アニメーションのアニメ作品及び東映エージェンシーが版権を有する特撮ドラマが中心となっており、テレビ朝日系の朝8時半から午前10時の「ニチアサ」枠にもスポンサーとして名を連ねている。近年では「名探偵コナン」や「結界師」のように小学館のコミック誌『週刊少年サンデー』に連載中のアニメ作品や、ハローキティをはじめとしたキャラクターを有するサンリオともライセンス契約を結んでいる。
オリジナル企画のものもあり、2009年発売の「超・怖い話ガム」は、怪談の書かれたシートがおまけでついており、当時、同社販売中製品の売り上げトップ3に入っている。毎年リニューアルされており、2016年時点で第9弾まで続いている。
2016年にグループ企業を再編し、従来のトップ製菓はママリスに商号変更し、販売機能を新法人として設立したトップ製菓が担っていた。新・トップ製菓は、2020年4月にコリス株式会社と合併した。

## 沿革
| 年度               | 出来事 |
| ------------------ | --- |
| 1956年（昭和31年） | 友田清により会社設立。 |
| 1968年（昭和43年） | 本社工場を建設。 |
| 1985年（昭和60年） | 任天堂と「スーパーマリオブラザーズ」のライセンス契約を締結。                                                                   |
| 1987年（昭和62年） | 東京出張所を開設。 |
| 1988年（昭和63年） | 日本たばこ産業（JT）のガム事業参入に際し技術指導。                                                                             |
| 1989年（平成元年） | 本社工場・事務所を新築。 |
| 1993年（平成5年）  | サンリオと「ハローキティ」のライセンス契約を締結。                                                                             |
| 1997年（平成9年）  | 小学館プロダクションと「ポケットモンスター」のライセンス契約を締結。                                                           |
| 2000年（平成12年） | テレビCM「トップガムの歌編」「うたってダンス編」の2本を放送開始。                                                              |
| 2004年（平成16年） | 品質マネジメントシステムISO9001の認証を取得。                                                                                  |
| 2010年（平成22年） | コリス株式会社の発行済株式を67%取得                                                                                            |
| 2012年（平成24年） | テレビCM「ガムの国編」の放送開始。                                                                                             |
| 2016年（平成28年） | グループ再編により、旧トップ製菓株式会社はママリス株式会社に商号変更。吸収分割により、新法人のトップ製菓株式会社を新たに設立。 |
| 2020年（令和2年）  | コリス株式会社と合併。存続会社はコリス株式会社。                                                                               |

## 主な商品
- スーパーマリオブラザーズガム
- スーパー戦隊シリーズガム
- プリキュアシリーズガム
- ハローキティガム
- 超怖い話ガム など

## 過去のスポンサー番組
- クレヨンしんちゃん（テレビ朝日系）
- 朝日放送テレビ制作日曜朝8時30分枠のアニメ（「も〜っと!おジャ魔女どれみ」から「スター☆トゥインクルプリキュア」まで）（朝日放送テレビ制作・テレビ朝日系[4]）
- スーパー戦隊シリーズ（テレビ朝日系）
- 美少女戦士セーラームーン（CBC制作・TBS系[5]）
- キン肉マンII世（テレビ東京系）

## 脚註
1. 1 2  トップ製菓株式会社 第3期決算公告
2. ↑  怪談のおまけがついた「超・怖い話ガム」（2009年9月9日付 日経トレンディネット）
3. ↑  【40円で背筋ゾクッ！】大人気「超・怖い話ガム」とは？あの『だがしかし』にも登場!!※恐怖画像注意 | 電撃ホビーウェブ（2016年8月11日付）
4. ↑  「ヒーリングっど♥プリキュア」以降はコリスが提供している。
5. ↑  アニメ版は森永製菓が提供。